# 노바텍

이전 로고

노바텍(러시아어: НОВАТЭК, 영어: Novatek)은 가스프롬에 이어서 러시아 제2위의 천연가스 생산회사이며, 천연가스 생산하는 기업 중에서는 세계적으로 7번째로 큰 상장 기업이다. 최초 사명은 OAK FIK 노바피닌베스트(OAO FIK Novafininvest)였다. 본사는 야말로네네츠 자치구의 타르코살레에 위치한다.